# Too far away 〜女のこころ〜
「Too far away 〜女のこころ〜」（トゥーファーラウェイ おんなのこころ）は、安倍なつみの9枚目のシングル。2007年5月9日発売。

## 解説
シングルとしては「夢ならば」以来のつんく♂プロデュース。
「Too far away 〜女のこころ〜」は、水越恵子の「Too far away」（1979年アルバム「Aquarius（アクエリアス）」、1986年シングル）のカバーであり、歌詞を女性目線に書き換えて歌っている。山口百恵の美・サイレントと同様、歌詞の一部に空白があるのも特徴である。一方カップリングでは、空白の無い原曲の歌詞をシンプルなピアノ伴奏で歌っている。
CD+DVDの初回生産限定盤とCDのみの通常盤の2形態で発売され、通常盤の初回プレスには安倍なつみフォトカード1種が封入。
週間のオリコンチャートでは最高で15位を記録した。これは谷村新司の「Far away」の最高69位を超え、この楽曲の数多いカバーソングでも最高の順位である。ただし、谷村の曲はチャート入り（100位以内）が9週に及んだのに対して、安倍の曲は発売初週に最高の15位を記録したものの、翌週は67位、3週目は144位、4週目は201位以下のランク外に去り、再浮上することは無かった。売上累計は1万1817枚で、谷村の2万1千枚には及ばなかった。なお、水越恵子のオリジナルシングルはオリコンチャート入り出来なかったが、アルバム「Aquarius」は23週にわたってチャート入りし（最高17位）、7万7千枚の売上を記録した。

## 収録曲

### CD
全作詞・作曲：伊藤薫
1. Too far away 〜女のこころ〜
編曲：大久保薫
2. Too far away
編曲：松田眞樹
3. Too far away 〜女のこころ〜 (Instrumental)

### DVD（初回限定盤）
1. JACKET MAKING & INTERVIEW
2. PHOTO SLIDE SHOW

## 参加ミュージシャン
Too far away 〜女のこころ〜
- プログラミング：大久保薫
- ストリングス：弦一徹ストリングス
- ギター：飯室博

Too far away
- ピアノ：松田眞樹